# Brandloch
Das Brandloch ist eine Höhle im Kanton Schwyz in der Schweiz. Der Eingang des Brandloch befindet sich in der Gemeinde Muotathal auf einer Höhe von 970 m ü. M.
Der erste Eingang ist schon lange bekannt. Ab 1994 bearbeitete Hans Meier von der Höhlen-Gruppe Muotathal (HGM) die Höhle durch extreme Ein-Mann-Vorstösse. Die Höhle beherbergt mehrere Siphons und Schächte, wobei sich bei zweien Sturzbäche ergiessen können.

## Quelle
- Brandloch (Memento vom 11. August 2011 im Internet Archive) auf der Internetpräsenz der Höhlen-Gruppe Muotathal

Koordinaten: 46° 58′ 28,97″ N, 8° 45′ 28,98″ O; CH1903: 700393 / 203470